# NGC 4707
NGC 4707 (другие обозначения — UGC 7971, MCG 9-21-50, DDO 150, ZWG 270.25, 1ZW 43, PGC 43255) — галактика в созвездии Гончих Псов.
Это неправильная галактика голубого цвета. Узлы звездообразования распределены по всему диску. От центра к периферии увеличивается показатель цвета B−R, что означает покраснение, а также снижается удельный темп звездообразования. Оценка расстояния до галактики, сделанная методом вершины ветви красных гигантов, составляет 6,5 Мпк.
Этот объект входит в число перечисленных в оригинальной редакции «Нового общего каталога».